# Donaldo Arza
Donaldo Arza (15 de agosto de 1946) es un corredor de media distancia panameño que ha representado a su país en competencias internacionales. 

## Biografía
Su resultado más prestigioso fue un cuarto puesto en los 1.500 metros en los Juegos Panamericanos de 1971. En 1972, en su primera y única participación en unos Juegos Olímpicos, fue abanderado de su país en los Juegos Olímpicos de Verano de 1972. En aquella ocasión compitió tanto en los 800 como en los 1500 m, quedando eliminado en primera ronda en ambas competiciones.